# Mülligen
Mülligen (schweizertyska: Mülige) är en ort och kommun i distriktet Brugg i kantonen Aargau, Schweiz. Kommunen har 1 078 invånare (2023).